# Guerre des Mille Jours
Notes
Entre 60 000 et 150 000 morts au total
Guerres civiles colombiennes
Batailles
- Río Magdalena
- Bucaramanga
- Peralonso
- Gramalote y Terán
- Palonegro (es)
- Cúcuta (es)
- Aguadulce (es)
- Ovejas
- Pont de Calidonia (es)
- San Cristóbal (es)
- Carazúa (es)
- Colón
- Gachalá
- Ciénaga
- d'Alto del Mazamorral

La guerre des Mille Jours (en espagnol : Guerra de los Mil Días) est la guerre civile la plus importante ayant frappé la Colombie et le Panama (qui est alors un département de la Colombie) ; elle dure 1 130 jours entre le 17 octobre 1899 et le 21 novembre 1902, d'où son nom.
Le conflit oppose les membres du Parti libéral colombien au gouvernement tenu par une alliance des libéraux indépendants (modérés) et du Parti conservateur colombien, appelée Parti national, et dirigé par le président Manuel Antonio Sanclemente.
Les changements brutaux provoqués par le remplacement de la constitution de Rionegro (qui avait établi un système fédéral) par la constitution centraliste de 1886 (adoptée sous la présidence de Rafael Núñez), le règne sans partage des conservateurs, et la volonté des libéraux de reprendre le pouvoir, provoquent une violente réaction des libéraux.
La guerre des Mille Jours aboutit à la victoire du gouvernement en place et à la séparation ultérieure du Panama en 1903. Le nombre de morts durant le conflit a été estimé entre 60 000 et 150 000 morts.

## Contexte du déclenchement du conflit

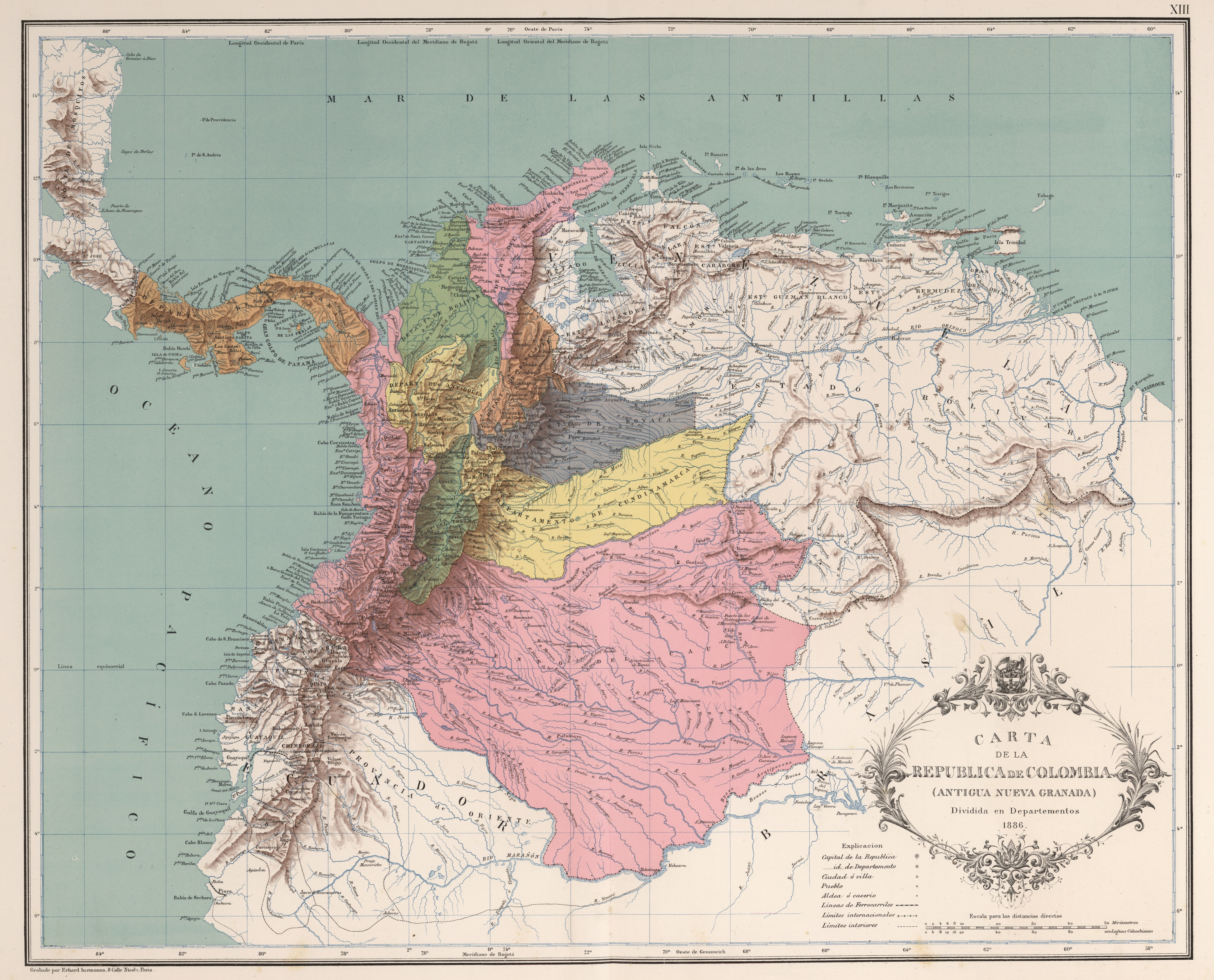
Les départements de Colombie à la fin du XIXe siècle.

Durant le XIXe siècle, la Colombie a connu de nombreux conflits régionaux et guerres civiles entre bolivaristes et santandéristes qui ont évolué en un conflit entre conservateurs et libéraux. Le développement des partis et l'insertion de l'économie colombienne dans le contexte mondial suscitent de grands conflits sur le territoire colombien. La constitution de Rionegro a conduit à un gouvernement fédéral de plus en plus divisé entre les deux partis, et à de nombreux conflits entre les États eux-mêmes qui disposaient d'armées parfois beaucoup plus importantes que celle du gouvernement central.
Dans cette situation de conflits sociaux et de guerres civiles périodiques et sous l'impulsion du président Núñez qui a réuni au sein du Parti national les libéraux indépendants (modérés) et les conservateurs a été rédigée la constitution de 1886 qui met en place un État central fort, contrairement à la constitution précédente qui a révélé les excès du fédéralisme au cours de la domination des libéraux radicaux et est abolie.
Ce changement de régime et la façon autoritaire dont les conservateurs écartent les libéraux du pouvoir n'est cependant pas du tout du goût de ces derniers. Si certains d'entre eux restent tétanisés par la défaite politique, d'autres sont prêts à tout pour revenir au pouvoir. Une première tentative a lieu en 1895 mais se solde par la rapide déroute des libéraux et le renforcement des conservateurs au sommet de l'État. En 1899, une nouvelle occasion se présente, que les libéraux entendent saisir.
Après que le président Sanclemente a délégué le pouvoir au vice-président Marroquin pour raison de santé, ce dernier, qui est politiquement plus proche de la mouvance historique des conservateurs, assume la présidence.
Cette vacance temporaire du pouvoir conduit à la guerre, commencée avec l'attaque de la ville de Bucaramanga par des libéraux mal organisés, provoquant la réponse du gouvernement central. Profitant de l'appareil d'État et disposant d'une armée régulière organisée et financée, les conservateurs affrontent les libéraux toujours en position de supériorité. Ces derniers ont du mal à enrôler des forces régulières, sauf dans les départements de Santander et de Panamá, où ils réussissent à maintenir des fronts réguliers.
Cette période constitue un moment de résurgence d'un vieux phénomène de réalignement ethnique avec l'attestation de la fidélité des Noirs à la cause libérale, fidélité traditionnelle puisque les libéraux avaient été anti-esclavagistes et les conservateurs esclavagistes au point d'avoir, quelques décennies auparavant, déclenché la guerre civile en refus de l'abolition de l'esclavage en Colombie.

## La guerre
Au cours de la première phase du conflit, les deux parties s’affrontent dans des batailles rangées qui opposent de grandes armées, leurs commandants étant surnommés les « Generales Caballeros » (« Généraux Chevaliers ») en raison de leur traitement respectueux des vaincus par les vainqueurs. Cela est dû à la méfiance des dirigeants libéraux envers leurs propres guérilleros, considérés comme hors-la-loi et anarchiques. Le commandement militaire des rebelles est même divisé par des rivalités internes (bellicistes et pacifistes), entre les généraux Justo Durán (es), Benjamín Herrera et Rafael Uribe Uribe dont la tentative d'union et de coordination à travers la nomination de Gabriel Vargas Santos (es) en tant que président de la République provisoire est un échec.
Au cours de la seconde phase du conflit, les insurgés sont soutenus par les libéraux d'autres pays, en particulier du Venezuela. Le conflit dégénère en une large guérilla où les deux camps se livrent à des excès et des brutalités sur une échelle jamais vue en Colombie depuis l'époque de l'indépendance.

### Première phase

#### La rébellion au Santander

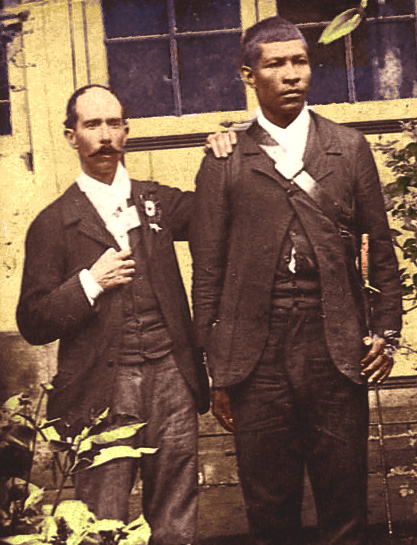
Ramón « El Negro » Marín, guerrillero libéral du Tolima.

Le 17 octobre 1899, les libéraux se soulèvent dans plusieurs régions du pays, commençant immédiatement à attaquer les villes du fait de l'absence de réaction du gouvernement, qui est pris par surprise. Les rebelles réussissent à prendre le contrôle de la quasi-totalité du département de Santander, provoquant des soulèvements dans les départements de Boyacá, Tolima et Magdalena. Le gouvernement conservateur déclare la loi martiale dans tout le pays le jour suivant.
Les premières défaites militaires pour les libéraux ont lieu quelques jours après avoir commencé la guerre durant la bataille de los Obispos (bataille des évêques) sur le río Magdalena, le 24 octobre, lorsque les rebelles du Santander tentent de communiquer avec la côte par le fleuve. Ils demeurent donc isolés et sont incapables de soutenir le général Vicente Carrera, du Tolima, qui est vaincu et tué à San Luis, le 14 novembre, ce qui réduit les forces libérales tolimenses à des actions guerrilla,,. Malgré ce revers, les forces libérales du Santander passent à 7 000 hommes à la fin du mois,.

#### La rébellion dans le Cauca
Dans le département du Cauca s'installent aussi des guérillas libérales à la fin d'octobre 1899. Elles prennent Tumaco et assaillent Palmira le mois suivant. La victoire des rebelles à la bataille de Peralonso leur donne un nouveau souffle et ils commencent à recruter des hommes dans les communautés indigènes du Cauca et à enrôler de nombreux libéraux exilés en Équateur. Il se produit une attaque des rebelles contre Popayán le 25 décembre qui est stoppée à vingt kilomètres au sud de la ville. De nombreux libéraux rebelles fuient vers l'Équateur, où le président libéral Eloy Alfaro les arme, et ils retournent à l'attaque menée dans la bataille de Cascajal, près de la frontière le 23 janvier 1900. La victoire du gouvernement est complète et éteint momentanément la rébellion du Cauca.

#### La rébellion au Panama

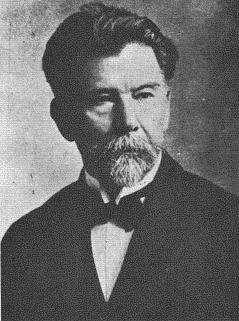
Benjamín Herrera, commandant des troupes libérales au Panamá.

En dépit de cela, les libéraux, porté par la victoire de Peralonso, décident de lancer une offensive surprise au Panama où ils réussissent facilement en raison de l'éloignement avec la capitale. Elle est dirigée par des libéraux exilés en Amérique centrale, en particulier au Nicaragua où le président José Santos Zelaya donne un appui important.
Les exilés conduits par Belisario Porras Barahona embarquent le 31 mars 1900 à partir de Punta Burica (es) dans un navire chargé d'armes et de fournitures. Ils accostent près de David le 4 avril, où ils défont la petite garnison locale et s'allient avec les dirigeants et leurs hommes dans une marche immédiate en direction de la ville de Panama. Porras, après avoir reçu l'aide du président Zelaya, nomme le chef de guerre en exil Benjamín Herrera, natif du département de Boyacá, commandant de son armée. Les rebelles commettent l'erreur de ne pas accélérer leur marche tant qu'il le peuvent, et permettent l'arrivée des renforts du général Victor Salazar dans la ville mal défendue de Panama, qui commencent à la fortifier. À la tête de la ville se trouve le gouverneur du département, le général Carlos Albán.
Cependant, Albán, impatient de combattre dès que possible, n'attend pas que les défenses soient prêtes et envoie trois bataillons à Capira pour arrêter les rebelles. Le contact a lieu le 8 juin et le premier engagement se termine par une victoire des libéraux qui repoussent les conservateurs et les poursuivent, ce qui est exploité pour attirer les forces gouvernementales sur un terrain difficile, où les libéraux mettent en complète déroute leurs ennemis, qui se retirent dans la capitale départementale.
Les libéraux avancent jusqu'à La Chorrera où ils établissent leur quartier général. Leur plan est d'attaque le pont de Calidonia (es), forçant l'ennemi à se concentrer sur l'endroit choisi où les rebelles pourraient attaquer les points faibles. Cependant, Herrera décide d'attaquer le pont seul avec ses hommes, sans attendre les renforts de Porras et pour ne pas avoir à partager la gloire avec lui.
Herrera avance et prend position le 20 juillet dans une station ferroviaire à Corozal. Le lendemain arrive le gouverneur Albán avec trois bataillons, livrant une grande bataille dans laquelle les conservateurs sont à nouveau battus et forcés de retourner à Panama. Herrera en profite pour commencer immédiatement des négociations pour obtenir la capitulation de la cité. Cela conduit à la panique dans la ville, avec la crainte qu'elle soit pillée et détruite dans les combats, mais le général Salazar convainc son supérieur, Albán, de ne pas se rendre et que son seul choix est de résister.
Les patrouilles conservatrices détectent l'approche des rebelles par terre et par mer dans des embarcations. Conscient de l'attaque imminente, Salazar fait fortifier plusieurs bâtiments et routes mais, voyant la position vulnérable du pont de Calidonia, il décide que le défendre serait du gaspillage et décide de n'y laisser que peu d'hommes, tandis que des forces plus nombreuses sont cachées autour, attentant l'attaque prévue sur le site pour surprendre l'ennemi. Lorsque Porras arrive sur les lieux, Herrera le défie et désobéit à ses ordres en attaquant les positions fortifiées : il en résulte un massacre le 24 juillet. Par la suite, une attaque de nuit est détectée précocement et se termine dans une nouvelle défaite.
Le jour suivant est décidée une trêve, durant laquelle les deux parties ramassent leurs morts et leurs blessés, et qui est suspendue à 16 h, quand Herrera réitère ses attaques qui tournent à la boucherie pour ses hommes. Ces attaques prennent finalement fin lorsque parviennent des nouvelles de renforts gouvernementaux venant de Colón. Des tirs sporadiques continuent jusqu'à ce que le lendemain, les forces libérales se retirent à l'intérieur de la péninsule, se cachant dans la jungle. Le gouverneur Albán peut alors aussitôt réaffirmer son contrôle sur l'ensemble du département.

#### Offensive au Santander

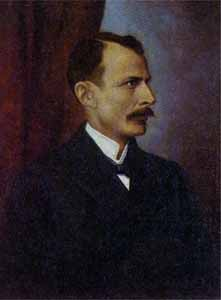
Rafael Uribe Uribe.

Tandis que la guerre s'intensifie, elle prend un tour plus répressif et cruel, y compris au sein de la population qui prend parti de chaque côté d'une manière fanatique, malgré les efforts de chaque partie pour gagner des victoires qui deviennent illusoires.
Au Santander les libéraux se réorganisent et décident de prendre les villes stratégiques de Cúcuta et Bucaramanga.
Le général Herrera attaque le premier, aux commandes d'une grande armée. Le commandant militaire de la ville, le général John B. Tobar, évacue ses troupes et décide de renforcer les défenses de la deuxième ville. Les troupes restant à Cúcuta, sous le commandement du colonel Luis Morales Berti (500 hommes bien armés), se rendent le 1er novembre et la ville devint la principale base d'opérations des libéraux.
Les libéraux réussissent à y rassembler, selon eux, quelque 8 000 à 10 000 hommes bien armés (plus de 1 500 à 2 000 llaneros qui rejoignent Gabriel Vargas Santos) pour faire face à l'offensive du gouvernement qui dispose de 8 500 soldats en Boyacá prêts à attaquer,,.
Toutefois, ce chiffre, pour les forces libérales sont actuellement sujet à caution et serait plus proche des 3 500, un grand nombre armés de machettes. En face, les conservateurs qui marchent contre eux comptent 10 000 hommes. Les troupes de Rafael Uribe Uribe attaquent Bucaramanga le 11 novembre. La ville est défendue par le général Vicente Villamizar qui après deux jours de bataille acharnée force l'ennemi à battre en retraite. Uribe Uribe rejoint Durán et avec environ 2 000 hommes marche à la rencontre d'Herrera et lance une offensive de grande envergure à l'intérieur du pays. Toutefois, la défaite devant Bucaramanga lui coûte le titre de commandant en chef des forces libérales, grade qu'il avait reçu le 12 du même mois, pour avoir quitté le champ de bataille, tandis que ses troupes continuaient d'attaquer.
Durant la bataille de Peralonso (15-16 décembre) Uribe Uribe réussit à vaincre Villamizar et à traverser le río Peralonso, parvenant à prendre Pamplona le 24, incorporant aux troupes libérales le général Santos Vargas et une colonne de llaneros le lendemain, lequel est nommé par Uribe Uribe président provisoire de la République pour unifier le camp libéral.
Vargas est un combattant vétéran de plusieurs rébellions, caudillo du Casanare et sa nomination est reçue avec enthousiasme par les forces libérales désespérées, qui prétendent alors totaliser plus de 12 000 hommes.
Toutefois, en dépit de sa réputation en tant que leader des rébellions libérales passées, Vargas manque de talent politique, et tente de démobiliser les troupes d'Uribe Uribe qui est un rival puissant et essaye de l'écarter, ne réussissant qu'à diviser ses forces. Les libéraux finissent par donner une plus grande importance à la lutte entre Vargas Santos et Herrera contre Uribe Uribe qu'à la lutte commune contre les conservateurs. Dans cette situation, Uribe Uribe décide de poursuivre la marche tandis que le gouvernement est distrait par le soulèvement du 1er janvier 1900 en Antioquia, et assiège la ville de Cúcuta (es) jusqu'à sa reddition. À ce moment, plus de 5 000 hommes luttent avec Uribe Uribe alors que plus de 6 000 tiennent la garnison de Cúcuta (les chiffres réels sont probablement plus modestes).
Les faits du Cauca et du Panama montrent au gouvernement colombien que l'insurrection générale dans tout le pays a échoué et qu'il est possible d'en finir avec les rebelles un par un, après avoir réussi à isoler les foyers. Le président Sanclemente prépare une offensive contre le principal bastion du Santander, remplaçant Villamizar par le général Manuel Casabianca qui est déterminé à stopper l'avancée rebelle contre Santafé de Bogotá.
Profitant de l'inaction des libéraux situés près de Cúcuta, Casabianca est en mesure de rassembler ses forces (environ 9 000 hommes) tandis que le général José María Domínguez (es) se déplace vers la ville d'Ocaña. Casabianca avertit le gouvernement que la colonne de Dominguez pourrait être facilement isolée et détruite par les libéraux, mais il n'est pas écouté.
Voyant le danger que signifie pour ses forces les offensives conjointes des conservateurs, Santos Vargas, qui projette après Peralonso de continuer la campagne, ordonne à Uribe Uribe et à Herrera d'en finir avec Domínguez. Uribe Uribe marche rapidement pour tenter d'empêcher la jonction des forces conservatrices tandis que Casabianca se précipite pour soutenir Domínguez. Les deux généraux conservateurs espèrent se rencontrer à Pamplona.
Alors que Herrera parvient à attaquer et vaincre Domínguez à Gramalote (2 février), les restes de l'armée conservatrice fuient à la proximité de l'hacienda Terán, mais Herrera préfère célébrer sa victoire et renonce à les poursuivre. Finalement, il approuve la possibilité d'envoyer des troupes déguisées en renforts conservateurs qui réussissent à capturer Domínguez, sorti pour les saluer. À la suite de cela, la plus grande partie de ses troupes capitule et seuls quelques hommes retournent à Ocaña. La victoire de Terán donne aux troupes d'Uribe un énorme butin, dont plus de 2 000 armes à feu. Le moral de la troupe remonte de façon spectaculaire. Craignant d'être remplacé par son adjoint, Santos Vargas ordonne à ses troupes de retourner à Peralonso, manquant l'occasion d'attaquer le gouvernement, alors en situation de grande faiblesse.

#### Second soulèvement dans le Cauca

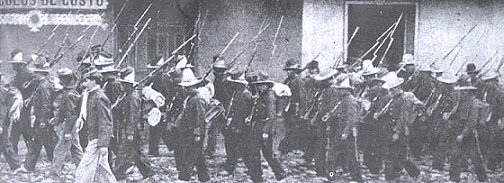
Troupes conservatrices (c. 1900).

Le succès libéral de Terán motive un nouveau soulèvement dans le Cauca. Avec le soutien du président équatorien Eloy Alfaro, les exilés colombiens lancent une nouvelle offensive. Toutefois, les conservateurs sont puissants dans la région avec le soutien de l'Église catholique, dirigée par l'évêque Ézéchiel Moreno y Díaz, qui mobilise la population contre une possible invasion de l'Équateur, appelant à une guerre sainte contre un tel gouvernement, connu pour ses lois laïques. En mars, les exilés envahissent le Cauca, recrutant des troupes dans certaines communautés indigènes.
La réponse du gouvernement ne se fait pas attendre et un puissant contingent de soldats réguliers, bien armés, est envoyé. Le 27 du même mois, les libéraux appuyé par des bataillons équatoriens tentent de prendre Ipiales. Après trois jours de résistance et l'arrivée de renforts gouvernementaux et d'équatoriens exilés conservateurs, les rebelles libéraux sont forcés de se replier. Les vaincus décident de se réfugier en Équateur, leurs troupes, qui incluent un nombre élevé d'enfants, de femmes et de personnes âgées, comptent de nombreux blessés.
Les libéraux lancent une deuxième attaque et prennent Flautas, dans l'actuelle municipalité d'Almaguer, le 16 avril, où ils rassemblent leurs forces (des milliers de libéraux et leurs alliés indiens). Mettant à profit cette concentration, les conservateurs encerclent le village et attaquent le jour même. Cependant, la plupart des rebelles parviennent à s'échapper, laissant toutefois leur matériel sur place et en sortent démoralisés.

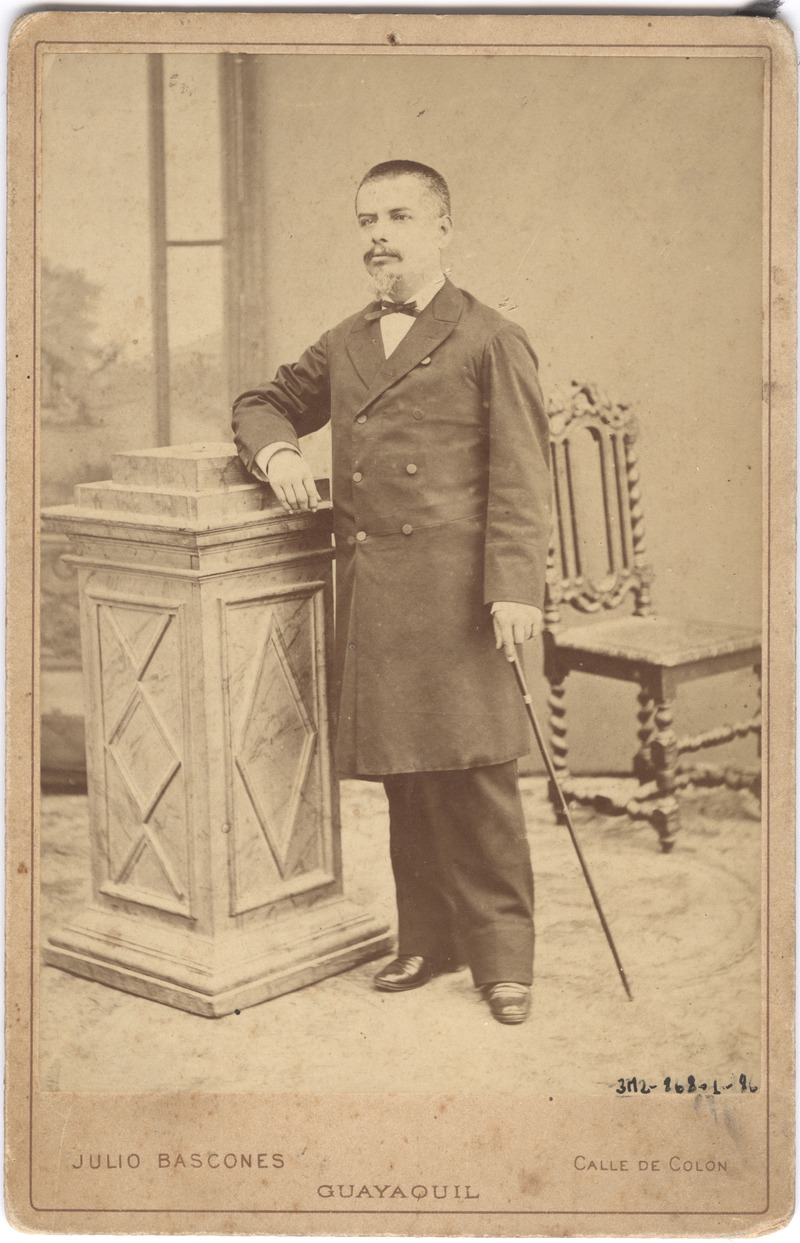
Le président équatorien Eloy Alfaro.

C'est alors que Moreno insiste sur le lancement d'une attaque contre l'Équateur pour tenter de renverser Alfaro. Le 22 mai, les troupes colombiennes et les exilés équatoriennes franchissent la frontière et attaquent le village de Tulcán, sans succès. Ainsi, la guerre tombe dans une impasse, car dès que l'un des côtés envahit le territoire de l'autre, l'attaque est rapidement repoussée. Alfaro promet d'appuyer les libéraux, mais indique clairement à leurs chefs qu'il n'était pas prêt à livrer une guerre à grande échelle avec la Colombie. Les libéraux lancent une dernière offensive le 20 juillet, passant près d'Ipiales, mais sont surpris par les forces conservatrices qui les repoussent.
Les rebelles sont vaincus dans le Cauca, mais étonnamment, ils sont aidés par d'autres rebelles du Tolima qui traversent la cordillère des Andes et envahissent le Cauca par le nord en octobre, gagnent un certain soutien de la population, et forment une colonne de 2 000 hommes, avec lesquels ils attaquent la capitale du département, Popayán. Le gouvernement est pris par surprise et initialement ne peut arrêter les insurgés. Seule l'arrivée opportune de renforts permet aux conservateurs de défaire les libéraux à quelques kilomètres de la ville. Les libéraux, toujours à court de munitions, épuisent rapidement leurs réserves et sont dispersés et poursuivis par leurs ennemis.
La répression conservatrice est rapide et les rebelles Cauca, surtout indigènes, sont généralement sommairement abattus tandis que les tolimeños parviennent à s'échapper. Les communautés autochtones sont durement touchées, pour les dissuader de retourner au combat et les familles et les proches des dirigeants libéraux sont emprisonnés. Un groupe important de libéraux s'exile en Équateur en attendant l'issue de la guerre au Santander pour reprendre ou non l'offensive.

#### Campagne de Palonegro

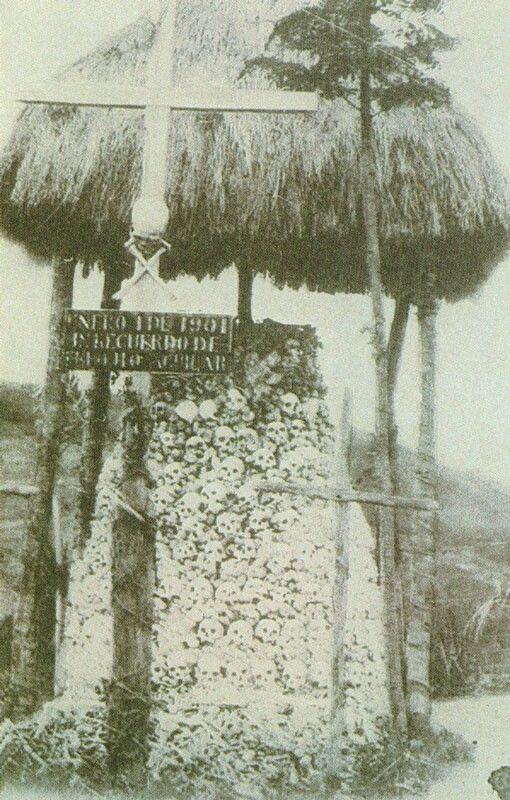
Ossuaire érigé avec les restes de victimes non identifiées de la (1900).

À cette époque (février 1900), les libéraux ont été stoppés au Santander et leurs chances de gagner sont minces. De plus les ressources humaines du département s'épuisent tandis que les troupes de l'armée du gouvernement conservateur remplacent leurs pertes et restent intactes et malgré l'enthousiasme de ses troupes, les rebelles n'ont plus de fournitures et ne peuvent compter que sur celles qu'ils peuvent prendre à leurs ennemis.
Les forces libérales restantes dans les autres régions du pays attendent l'action suivante de Vargas Santos pour voir ce qu'il convient de faire, mais celui-ci refuse de prendre l'offensive en raison de la vulnérabilité de ses forces, ce qui rend la guerre inactive pendant plusieurs mois. Pour aggraver les choses, lorsque Santos Vargas commence finalement à mobiliser son armée à la fin du mois d'avril, il n'a même pas de plan précis. Il marche au sud à partir de Cúcuta après qu'une épidémie de paludisme se soit déclarée. De plus, il décide de ne pas agir contre les troupes ennemies restantes à Pamplona, supposant qu'elles ne bougeraient pas.
Ces dernières voient leur commandant, le général Casabianca, nommé ministre de la Guerre et remplacé par le général Próspero Pinzón (es), un homme à la fois patient, méthodique et dévot qui commence à implanter dans l'esprit de ses troupes l'idée de livrer une guerre sainte. Sans le savoir, les deux camps avancent, en cherchant une bataille décisive.
Les mouvements libéraux sont rapidement détectés par leurs ennemis et le gouvernement conservateur enjoint au général Pinzón de lancer une offensive depuis Bucaramanga, alors que les libéraux sont en route vers le sud, passant par Rionegro, et atteignent Palonegro le 10 mai, où ils décident d'arrêter l'ennemi. Le lendemain commence la bataille la plus importante de la guerre (es) au cours de laquelle environ 7 000 libéraux font face à 21 000 conservateurs. Les combats prennent fin le 25 avec la défaite totale des libéraux qui décident alors d'abandonner les tactiques de la guerre régulière. Toutefois, Pinzón décide de ne pas poursuivre les libéraux, une décision très critiquée par les conservateurs.

#### Fin de la rébellion au Santander
Quelque 3 400 survivants libéraux atteignent Rionegro et leurs commandants engagent des discussions difficiles sur ce qu'il faut faire entre le 26 et le 27 mars. Lorsque le général Pinzón apprend le plan des rebelles de s'enfoncer profondément dans les jungles du nord-ouest du département, il abandonne leur poursuite, pensant que ceux-ci ne serait pas capable de survivre aux dures conditions de vie dans la jungle. Au lieu de cela, il décide d'attaquer la ville de Cúcuta pour couper tout soutien possible du Venezuela aux libéraux. Cependant, Vargas Santos comprend qu'il ne peut défendre Cúcuta et prend le chemin de la forêt à la tête de la colonne libérale près d'Ocaña, où en deux semaines plus de mille hommes sont morts en raison des conditions terribles. Il envoie également une lettre à Pinzón, pour qu'il mette un terme au siège de Cúcuta (es).
Sachant la ville de Bucaramanga non défendue, avec la plupart des troupes rivales à Cúcuta, Vargas Santos décide de l'attaquer, mais la route s'avère très inhospitalière. Ils passent près de Rionegro et finalement au début août arrivent avec moins de 1 500 hommes et avec quelques centaines de femmes. Pendant ce temps, Pinzón a capturé Cúcuta le 16 juillet. Il y a appris le mouvement de l'ennemi vers Bucaramanga, vers où il revient le 27 et rencontre le 3 août la colonne libérale, qu'il contraint de fuir vers l'ouest.
Vargas Santos décide alors de marcher vers la périphérie de Bogota avec les moins de mille hommes dont il dispose, mais Pinzón l'anticipe et le trouve, alors qu'il traverse le río Sogamoso. Les libéraux ont seulement une pirogue pour traverser, et les conservateurs en profitent pour les bombarder. Seulement la moitié des rebelles parvient à traverser le fleuve sous le commandement d'Uribe Uribe. Ils tentent d'attaquer leurs assaillants, mais sont repoussés. L'autre moitié, sous le commandement de Vargas Santos et Benjamín Uribe fuient dans la jungle et finissent par se disperser bien que leurs commandants parviennent à atteindre le Venezuela. Le groupe d'Uribe Uribe est réduit à lui-même et trois de ses compagnons, qui se sont échappés sur un radeau dans la nuit sur le río Magdalena et parviennent au Venezuela après un long voyage.
La rébellion libérale au Santander est alors terminée et commence immédiatement un processus de pacification. Les guérilleros rebelles restent actifs dans le département, mais jamais assez puissants pour menacer le contrôle du gouvernement sur celui-ci. Mais, contrairement aux attentes, la guerre continue parce que Santos Vargas, Uribe Uribe et Herrera ont réussi à s'échapper et le gouvernement conservateur ne parvient pas à les convaincre de déposer les armes. Toute possibilité de victoire pour les rebelles est écartée en juillet 1900, ayant échoué dans la guerre régulière face à l'armée dans les grandes batailles en terrain découvert. Les conservateurs se sont imposés parce que finalement, grâce à ces opérations de guerre commencent à entrer en opération des officiers et des soldats bien entraînés et bien armés.
La plupart des rebelles ont été tués, exilés ou sont en prison, mais une petite minorité d'entre eux, sous le commandement de leurs chefs, commence à organiser à partir d'août une nouvelle insurrection en mettant à profit le chaos provoqué par un coup d'État au sommet de l'exécutif conservateur.

#### Coup d'État

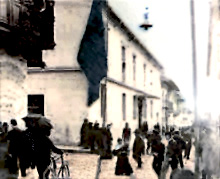
Annonce au Palacio de San Carlos du coup d'état contre le président Sanclemente (31 juillet 1900).

Durant la guerre, les conservateurs appelés nationalistes qui gouvernent, dirigés par le président Manuel Antonio Sanclemente, ont dû composer avec les conservateurs historiques pour disposer de leur soutien à la nécessité de développer l'appareil militaire. Mais ces derniers sont en conflit avec ces premiers et ont certaines affinités avec les libéraux.
Les conservateurs historiques ont rapidement commencé à conspirer pour provoquer un coup d'État, et finalement, le 31 juillet 1900, avec la présence du général Rafael Moya Vásquez avec ses troupes dans la capitale, le palais présidentiel est pris et José Manuel Marroquín (alors vice-président) est nommé président de la Colombie tandis que Sanclemente est informé, dans sa résidence privée, qu'il a été déposé. Par la suite, Marroquín insiste sur la poursuite de la guerre et nomme Arístides Fernández (es) comme nouveau ministre de la Guerre.

### Seconde phase
Profitant du chaos généré par le coup d'État, Uribe Uribe lance une nouvelle campagne militaire. Mais pour cela, il a besoin du soutien d'un gouvernement étranger pour se procurer des armes, des munitions, des fournitures, des hommes et une base sûre. L'Équateur, qui joue ce rôle pour les rebelles du sud, prête son aide tandis qu'au nord le Guatemala vient en aide aux rebelles du Panama. Mais l'aide la plus sollicitée est celle du gouvernement du Venezuela, un pays qui est devenu un sanctuaire pour les rebelles en exil, où ils s'organisent et d'où ils commencent à lancer une série de campagnes en Colombie.
Le gouvernement vénézuélien accepte finalement de donner aux rebelles libéraux des munitions, des approvisionnements et des armes grâce à la sympathie que le président Cipriano Castro ressent pour la cause libérale. Celui-ci se voit comme un nouveau Napoléon ou Simón Bolívar dont la mission est de libérer le reste de l'Amérique du Sud des gouvernements conservateurs et former avec l'Équateur et la Colombie une confédération qu'il présiderait et qui aurait pour vice-présidents le président équatorien Eloy Alfaro et un libéral colombien. De cet objectif découle une politique interventionniste dans les pays voisins, cause principale du prolongement la guerre. Ce soutien lui vaudra par la suite de faire face à une montée des conservateurs dans son pays avec le soutien du gouvernement colombien.

#### La campagne de Caraïbe

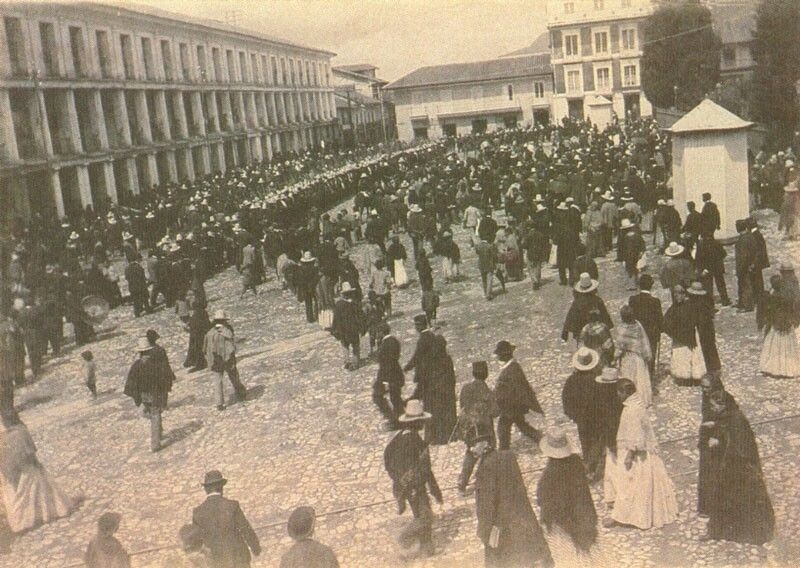
Recrutement de volontaires à Bogotá (1900).

L'expédition d'Uribe Uribe se dirige vers département de Magdalena, qui est peu défendu militairement en raison de son rôle secondaire dans la guerre et de la réorganisation issue du coup d'État. Après la reprise en main de Riohacha (où une rébellion libérale avait éclaté) en novembre 1899, aucun nouvel affrontement ne se produit, bien que les autorités conservatrices ne soient jamais parvenus à contrôler l'intérieur de la région, restant vulnérables à une éventuelle offensive libérale, qui va finalement se produire.
Une première invasion a lieu en février 1900, lorsqu'une colonne d'hommes, bien armés et entraînés au Venezuela sous les ordres du général Justo Durán capture Riohacha et commence immédiatement à recruter des volontaires, totalisant 2 000 hommes. Malgré cette réussite initiale, Durán n'engage aucune nouvelle action, perdant l'initiative. Ce n'est qu'en juin qu'il lance une attaque sur Santa Marta avec l'appui de deux navires de guerre, mais avant de donner à l'assaut, il change d'avis et retourne à Riohacha.
Après cela, la flotte trahit Durán et retourne au Venezuela, où elle informe de son inactivité le président Castro qui, déçu, cesse d'envoyer des fournitures.
Calculant que le contrôle du río Magdalena est vital pour l'issue de la guerre, puisqu'il est la principale voie de transport entre la côte et l'intérieur du pays, Uribe Uribe décide de lancer une campagne pour couper cette route, qui approvisionne ses ennemis. Depuis le département de Bolívar, il prévoit d'avancer avec une colonne de guérilleros sur les rives du fleuve, puis d'être rejoint par le général Durán, car Uribe Uribe serait envoyé avec peu de fournitures, Durán pouvant en avoir besoin pour contrôler le fleuve. Lorsque Uribe Uribe parvient dans le Bolívar, il rassemble un grand nombre de guérilleros, mais Vargas Santos envoie rapidement un message aux commandants locaux indiquant ne pas accepter Uribe Uribe comme commandant en chef, mais cela est ignoré et la masse rejoint le légendaire général libéral.
Uribe Uribe a peu de munitions et il se trouve donc dans l'impossibilité d'attaquer des villes stratégiquement importantes telles que Carthagène des Indes ou Barranquilla. Il décide donc d'attaquer Magangué, une ville portuaire située sur les rives du río Magdalena, qu'il capture en juin 1900. Toutefois, un grand nombre d'unités de l'armée arrive rapidement sur les lieux et le force à se retirer dans la jungle.
Voyant qu'il est impossible de vaincre sans assurer un flux constant de fournitures depuis le Venezuela et depuis ses partisans à New York, le général libéral se rend à Riohacha en décembre, ordonnant aux commandants locaux de garder leurs guérilleros actifs en son absence. Il voyage personnellement à Caracas pour demander l'aide de Castro mais celui-ci refuse, puis il essaye d'obtenir le soutien des exilés latino-américains de New York, mais ils sont plus préoccupés par les événements de Cuba.

#### L'invasion colombienne du Venezuela

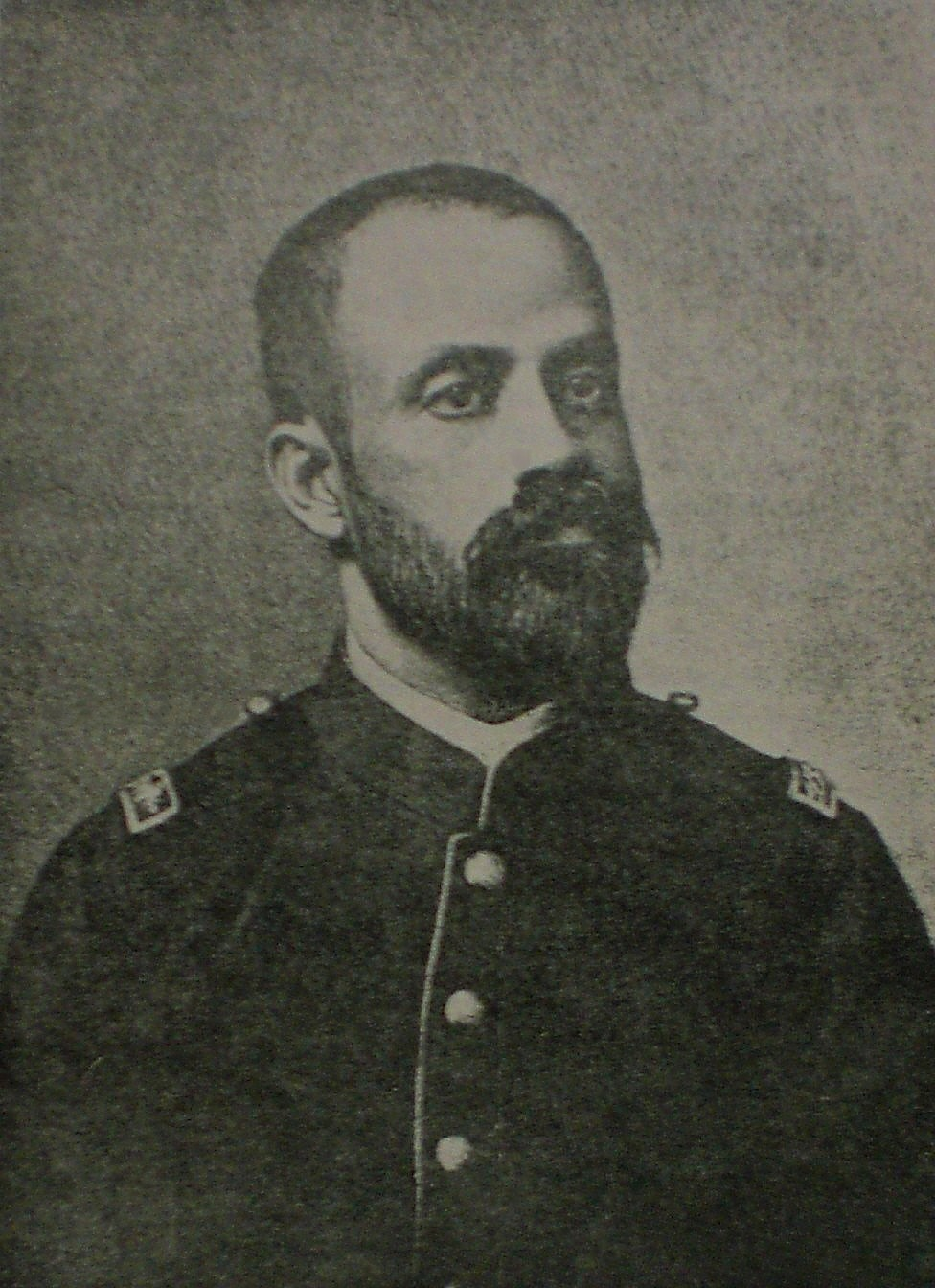
Le président vénézuélien Cipriano Castro.

Cependant, à cette époque, les libéraux sont vaincus et seuls leurs dirigeants refusent de l'accepter, tant et si bien que le 12 avril 1901 Uribe Uribe publie un célèbre manifeste, où il exhorte les libéraux à ne pas accepter les conditions de paix proposées par les conservateurs.
Cela se produit après le refus par le président Marroquín d'un projet de paix conçu par le Uribe Uribe lui-même, selon lequel les guérillas libérales devaient se démobiliser en échange d'une représentation minoritaire au Congrès de la République de Colombie. La principale raison pour laquelle la proposition est rejetée par Marroquín est sa certitude que l'armée pourrait vaincre en quelques mois les dernières poches de résistance libérales du pays. Qui plus est, il est déterminé à mettre fin au sanctuaire qu'est devenu le Venezuela pour ses ennemis, et commence donc à discuter avec des conservateurs vénézuéliens exilés en Colombie, le plus prestigieux d'entre eux étant Carlos Rangel Garbiras (es) qui met déjà en place une expédition dans son pays avec l'appui de certains Colombiens.
Avant l'invasion et pour parvenir à la paix avec Marroquín, Castro doit accepter la soumission complète au gouvernement colombien, perdant une partie de son prestige en tant que leader. Castro attendait d'Uribe Uribe, qui était à New York pour organiser les libéraux colombiens et repousser cette expédition. Le président vénézuélien organise ses défenses à San Cristóbal sous commandement du général Celestino Castro. Uribe Uribe revient rapidement pour soutenir les défenses. Le 15 juillet il a rassemblé plus de 1 500 hommes, un effectif insuffisant pour envahir le Santander (rien qu'à la frontière, le gouvernement conservateur a installé 4 000 personnes). Le gouvernement colombien sait que les troupes d'Uribe sont très près de la frontière et ont la possibilité de les détruire une fois pour toutes, aussi est-il décidé de se rapprocher de Rangel Garbiras.
Détruire Uribe Uribe et lancer une rébellion conservatrice au Venezuela sont les principaux objectifs de l'offensive colombienne.
Conscient de ce qui se prépare, Castro écrit le 18 juillet un manifeste appelant ses partisans à résister à toute invasion étrangère. Le 26 du même mois, l'offensive colombienne au Venezuela commence, avançant rapidement vers San Cristóbal, capitale de l'État de Táchira. L'offensive regroupe environ 5 000 expéditionnaires contre ce que le gouvernement colombien croit être seulement 300 soldats vénézuéliens, garnison habituelle de la ville, et quelques centaines de miliciens colombiens, ignorant que Castro a concentré là plus d'un millier de forces régulières et toutes les forces d'Uribe Uribe.
Même si les défenseurs sont encore en situation d'infériorité numérique, l'excellente position où ils sont retranchés équilibre ce handicap. Le lendemain Rangel Garbiras organise ses forces en cinq colonnes, tandis que quelques coups de feu sont tirés dans les environs de la ville.
Finalement, dans la nuit du 28 juillet, la bataille décisive de San Cristóbal (es) commence avec l'assaut des conservateurs, mais les libéraux situés dans des positions très fortes les repoussent. La lutte continue jusqu'au lendemain, avec plusieurs tentatives de déborder les positions des défenseurs, sans succès. Finalement, les conservateurs se retirent, laissant des centaines de morts et de blessés sur le champ de bataille avec des quantités importantes de matériels militaires, qui seront utilisées par leurs ennemis.
Ce succès laisse aux libéraux un important butin, mais surtout relève leur moral ce qui leur permettra de prolonger la guerre jusqu'en 1902 lorsqu'il n'y aura plus aucune raison logique. Les guérillas libérales reprennent les armes dans un nouvel élan et dans la violence, le gouvernement conservateur ne pouvant plus prétendre comme un mois auparavant que le pays est pratiquement pacifié. Pour sa part, Castro utilise la victoire pour assurer sa position au Venezuela et entame des négociations avec le gouvernement colombien, ne souhaitant pas risquer une guerre à grande échelle avec son voisin, mais celles-ci n'aboutissent pas.

#### L'invasion vénézuélienne du Magdalena
Castro décide finalement de lancer une campagne punitive, mais limitée. Tandis que les troupes colombiennes sont massivement accumulées à la frontière entre le Santander et le Tachira, avec leur quartier général à Cúcuta, il décide de lancer une offensive dans un secteur moins protégé, le Magdalena, où les libéraux ont un large soutien populaire. Pour appuyer la campagne, les libéraux réactivent leurs guérilleros dans la région et planifient de prendre Riohacha. Au début du mois d'août, quelque deux cents soldats vénézuéliens auxquels se joignent des troupes libérales pénètrent dans l'actuel département de La Guajira. Au début du mois suivant, ils sont rejoints par un renfort de 1 200 vénézuéliens réguliers avec plusieurs canons et une mitrailleuse ainsi que de nombreux fusils et des munitions pour leurs alliés locaux. Leur objectif est la ville de Riohacha, défendue par 400 colombiens réguliers. Castro nomme le général José Antonio Dávila sans l'approbation des dirigeants colombiens libéraux qui voulaient l'un d'eux responsable de la colonne, de sorte que beaucoup d'entre eux désertent. Des renforts sont envoyés par le gouvernement de Bogotá afin de renforcer Riohacha, que Dávila décide de prendre avant leur arrivée.
Dávila comprend qu'une attaque directe de Riohacha serait un suicide et déplace ses forces à l'est de Carazúa pour tromper la garnison ennemie en lui faisant croire qu'elle est attaquée par deux armées à la fois. Les conservateurs sont supposés y envoyer une partie de leurs forces à Carazúa et laisser Riohacha sans protection, attaquable avec le reste de des troupes vénézuéliennes et libérales. La garnison conservatrice paniquerait et évacuerait ou abandonnerait la ville, à partir de laquelle les libéraux pourraient attaquer Santa Marta et Barranquilla, en plus de contrôler le cours du río Magdalena.
Le 12 septembre le plan est mis en application. Les libéraux approchent de Carazúa mais les troupes conservatrices qui défendaient la ville s'en retournent rapidement à Riohacha sans engager le combat, dont l'issue ne peut que leur être défavorable. Ils passent donc la nuit à surveiller la ville sans attaquer jusqu'à ce qu'arrivent finalement les renforts composés de 1 100 conservateurs soutenus par plusieurs canons et mitrailleuses, sous le commandement du général Juan Tovar. Le 13, à 11h30 heures, 3 000 vénézuéliens et libéraux décident de lancer un assaut désespéré soutenu par leur artillerie. Dávila est contraint de lancer l'assaut par devoir, pour l'honneur de son pays. L'assaut donne lieu à une bataille féroce avec de lourdes pertes pour les deux côtés jusqu'à ce que les défenseurs forcent les guérillas libérales à fuir.
Sans soutien, les vénézuéliens se retirent dans leur pays à la hâte. Une grande partie du matériel militaire reste sur place dans les mains de leurs ennemis.

#### Seconde rébellion au Panama

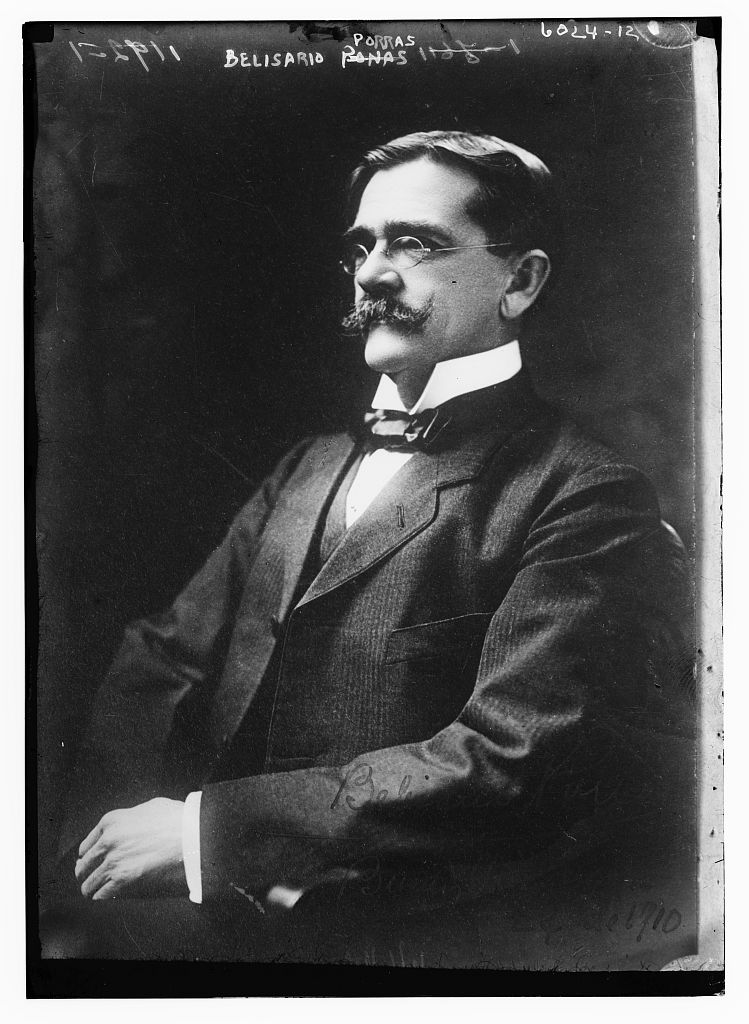
Belisario Porras, général libéral et futur président du Panama.

Après l'échec précédent des libéraux, le gouvernement a envoyé des renforts militaires et navals. Les libéraux ont été réduits à de petites bandes armées, dispersées à l'intérieur du pays qui se consacrent à la guérilla, au sabotage, au pillage, aux agressions et autres atrocités contre ceux qui ne coopèrent pas avec eux. Leur plus célèbre commandant est Victoriano Lorenzo (es). Elles continuent de recevoir des fournitures et des armes de président nicaraguayen José Santos Zelaya, qui a été contraint de remplacer Belisario Porras Barahona, leader des exilés libéraux, par Domingo Díaz (es) qui n'a pas eu beaucoup de soutien parmi ses hommes. Celui-ci lance une nouvelle invasion amphibie au Panama, débarquant le 16 septembre 1901 à La Chorrera pour préparer l'unification des gangs armés et planifier sa prochaine étape. Il reste dans la région pendant plusieurs mois, mais le gouvernement ne l'attaque pas, ce qui est considéré comme un signe de faiblesse.
Le gouvernement ne réagit pas bien, peinant à envoyer des renforts depuis Barranquilla par la terre. Finalement, le gouverneur Carlos Albán, hésitant entre renforcer la ville de Panama ou bien attaquer les rebelles, choisit cette dernière option. Il se met en route le 17 novembre vers Colón avec le gros de ses troupes et sa flotte et laisse une petite garnison dans la capitale provinciale. Il prévoit de lancer une attaque surprise contre La Chorrera et d'obtenir une autre victoire lui permettant d'augmenter son prestige personnel. Les libéraux avancent vers Colón, mais sont immédiatement refoulés vers leur base. Albán décide d'essayer de les atteindre avec la plupart de ses troupes faisant voile le long de la côte en laissant une faible garnison dans la ville. Toutefois, les libéraux l'ont trompé : alors que la plupart d'entre eux se sont retirés vers La Chorrera poursuivis par la plupart des soldats ennemis, un détachement de 200 guérilleros attaque Colón.
Tandis qu'à La Chorrera les libéraux empêchent tout débarquement ennemi, bombardant et mitraillant les bateaux, Colón tombe aux mains des rebelles le 19 novembre.
Le succès libéral est complet et relève leur moral, d'autant que la route vers la ville de Panama est libre. Le général Albán est furieux de ce qui s'est produit et essaye de reprendre Colón, ce qui est empêché le 24 novembre par un message de l'ambassadeur des États-Unis qui offre que des Marines américains soient envoyés pour assurer la paix dans la région puisque les États-Unis disposent en mer des Caraïbes d'une flotte prête à débarquer. La victoire des rebelles conduit également le gouvernement central colombien à envoyer des renforts sous la forme du navire de guerre Próspero Pinzón. Finalement, les libéraux, assurés de leur défaite, capitulent et rendent la ville... aux Marines qui le 28 novembre débarquent immédiatement pour empêcher sa destruction lors de la quasi inévitable attaque du général Albán.
Peu de temps après, les bandes rebelles se désagrègent et les Américains occupent la route principale qui relie Colón et Panama. Compte tenu de cela, le général Albán prévoit de les expulser du Panama en comptant sur l'arrivée des renforts, mais le gouvernement central le contraint d'accepter ce qui s'est passé et entame immédiatement des négociations politiques pour résoudre le conflit en laissant l'isthme entre les mains colombiennes.
Après cela, le gouvernement central recentre ses efforts dans d'autres régions du pays.

#### Les Llanos et la Caraïbe
Pendant ce temps la région des Llanos est tombée aux mains des guérillas libérales locales et bientôt celles-ci étendent leurs opérations dans les départements de Cundinamarca et Tolima. Leurs confrères en exil en Équateur et en Amérique centrale se préparent à envahir de nouveau le Cauca et le Panama. Le gouvernement colombien envoie des renforts à ces deux dernières régions.
Depuis le Táchira Uribe Uribe continue de gérer les envois d'approvisionnements aux rebelles opérant dans le Santander mais au fil du temps les unités de guérilla sont encerclées, détruites ou abandonnées. En raison de cela, il lui est très difficile de trouver des volontaires parmi ses compatriotes exilés, fatigués de la guerre, pour lancer une nouvelle expédition. Un autre facteur qui joue contre lui est la forte concentration de forces conservatrices dans cette partie de la frontière.
De plus il se rend compte que Marroquín et Castro commencent à négocier la paix et que, si cela se concrétise, il pourrait bientôt être sans soutien en exil. Il décide donc de lancer une nouvelle offensive. Il a deux options : au nord le Magdalena, ou au sud dans les Llanos, près de Bogota. En raison de l'échec de septembre de la même année à Riohacha et du désir d'imiter campagne de Simón Bolívar 1819 qui aboutit à la bataille de Boyacá après la traversée surprise des Andes dans cette région, Uribe Uribe opte pour la seconde solution.
Le 24 décembre 1901 Uribe Uribe quitte le Táchira, s'enfonçant dans la jungle avec une colonne de partisans bien armés, arrive près de Tame le 24 janvier 1902, et dans les Llanos est immédiatement accueilli par les rebelles locaux. Comme d'habitude, la personnalité charismatique d'Uribe Uribe lui permet de gagner le soutien du peuple. Il marche vers le sud le long de la Cordillère des Andes jusqu'à Medina, qui devient sa base d'opérations.
À Gachalá les troupes conservatrices se rendent compte de la présence de la colonne libérale et le gouvernement central donne l'ordre de l'attaquer, mais les conservateurs sont vaincus et dispersés le 12 mars. Après cet échec, le gouvernement de Bogota, bien décidé à attaquer Uribe Uribe, envoie de nouvelles troupes dans la région. Cependant, le commandant libéral a déjà assez de problèmes avec le manque de discipline de ses lieutenants locaux.
Cela ne l'a pas empêché d'ordonner en février à son officier Juan MacAllister d'envahir la savane de Bogota et de capturer des villes et des fermes de la région (mais de ne pas attaquer la capitale colombienne, fortement défendue). Après ce succès initial, Uribe Uribe l'a rejoint avec le reste des troupes et de l'artillerie. MacAllister a tenté de prendre Soacha par une attaque massive de toutes les directions le 23 février, mais a échoué parce que la plupart des groupes de guérilla n'attaquent pas. Après cette défaite, les libéraux sont contraints de retourner dans les Llanos par la route entre Quetame et Villavicencio, poursuivis par l'armée. Uribe Uribe prend conscience de l'impossibilité de défendre Medina et va à la rencontre de ses poursuivants, contre lesquels il obtient la victoire de Gachalá qui force le gouvernement à arrêter la poursuite et à réfugier ses troupes à Villavicencio. Uribe rejoint ses hommes, qui occupent la périphérie de la ville. Il y a là environ 6 000 hommes contre 4 000 soldats conservateurs, mais le gouvernement y voit l'occasion de mettre un terme une fois pour toutes à la menace posée par le chef rebelle.
La victoire de Gachalá a donné une nouvelle vie à la rébellion. Uribe Uribe envoie de nouveau des troupes dirigées par lui-même, environ 2 000 hommes armés avec une partie importante de l'équipement militaire capturé le 12 mars, dans la savane de Bogota. Cependant, l'indiscipline de ses hommes l'amène à une terrible défaite (et presque à la capture) quand il est attaqué à Guasca le 21 mars.
Il s'échappe avec ses hommes par le col de El Amoladero où il établit une solide ligne de défense. Le lendemain arrivent des conservateurs qui le poursuivent, et l'attaquent, mais malheureusement pour le chef libéral, plusieurs de ses unités n'ont pas occupé les postes auxquels elles avaient été assignées. Bien que le premier assaut soit repoussé, le suivant réussit et les conservateurs font s'effondrer la ligne défensive et forcent les rebelles à fuir. Le commandant libéral évite de nouveau miraculeusement d'être capturé ou tué. Toutefois, il réussit à rétablir l'ordre parmi ses hommes défaits et met rapidement en place une nouvelle ligne de défense le 25 mars, mais se rendant compte qu'il serait impossible d'affronter les conservateurs dans un combat ouvert, il ordonne la retraite et l'abandon ordonné et méthodique de ses positions. Mais à nouveau, ses lieutenants indisciplinés ne se conforment pas à ses instructions.
Les conservateurs, voyant ce qui se passe, n'hésitent pas à lancer un assaut massif contre la colonne libérale en plein désarroi et leur victoire est complète. Ils capturent une partie importante de l'armement des rebelles.
Le 2 avril Uribe Uribe et les survivants de la colonne rejoignent les libéraux qui encerclent Villavicencio. Toutefois, en dépit d'avoir un grand nombre d'hommes réunis, le moral bas et les défections constantes conduisent à la décision du chef rebelle d'annuler l'assaut de la ville et de retirer ses hommes à Medina où il informe les chefs locaux que la campagne a été perdue et qu'ils doivent se démobiliser. Uribe Uribe retourne dans le Táchira et ses hommes se dispersent.
Uribe Uribe se charge alors d'envoyer des fournitures et des armes par contrebande à partir de Curaçao jusqu'à la côte caribéenne de Colombie et le Panama. Dans la première région, après sa défaite de l'année précédente à Carazúa, les guérillas libérales ont presque mis fin à leurs opérations militaires, mais grâce aux contributions reçues, elles se sont réactivées et commencent à s'organiser, établissant une de leurs bases d'opérations à Valledupar. Les tentatives des conservateurs échouent en raison du relief accidenté qui les démoralise. Ainsi il s'avère relativement simple pour les rebelles de capturer Riohacha le 16 avril 1902. La prise de la ville donne aux rebelles une base d'opérations assez importantes pour qu'Uribe Uribe puisse planifier une nouvelle expédition et empêche le gouvernement central conservateur d'envoyer des renforts au Panama en bloquant la voie d'accès que constitue le río Magdalena.

#### Troisième rébellion au Panamá
Après la capitulation des libéraux à Colón le 28 novembre 1901, les hostilités dans la région sont entrés dans une période de relative pause. Cependant les libéraux les plus radicaux refusent d'accepter la défaite et le charismatique et fanatique libéral Uribe Uribe prend le contrôle des forces libérales, éclipsant ses anciens supérieurs.
Parce que le gouvernement conservateur tente de rétablir le passage pour sa flotte militaire à travers le cours du río Magdalena, le général Herrera saisit l'occasion d'introduire des armes dans le pays par la mer et de redémarrer les rébellions dans le Cauca et le Panama. Deux expéditions sont planifiées : une pour Panama et une autre pour prendre Tumaco et de là envahissent le centre du Cauca. Il opte pour la seconde option et une flottille avec des hommes, des armes et des munitions voyage vers le sud.
Herrera utilise la plus grande partie de sa fortune familiale pour acheter un bateau armé de fusils, l’Almirante Padilla, destiné à des attaques contre des navires le long de la côte du Pacifique. Le bateau attaque Tumaco le 16 octobre 1901 pour essayer de redémarrer la rébellion dans le Cauca, mais les forces libérales locales ont peu de chances de succès, et l’Almirante Padilla quitte le sud et fait voile vers le Panama pour y soutenir les rebelles.

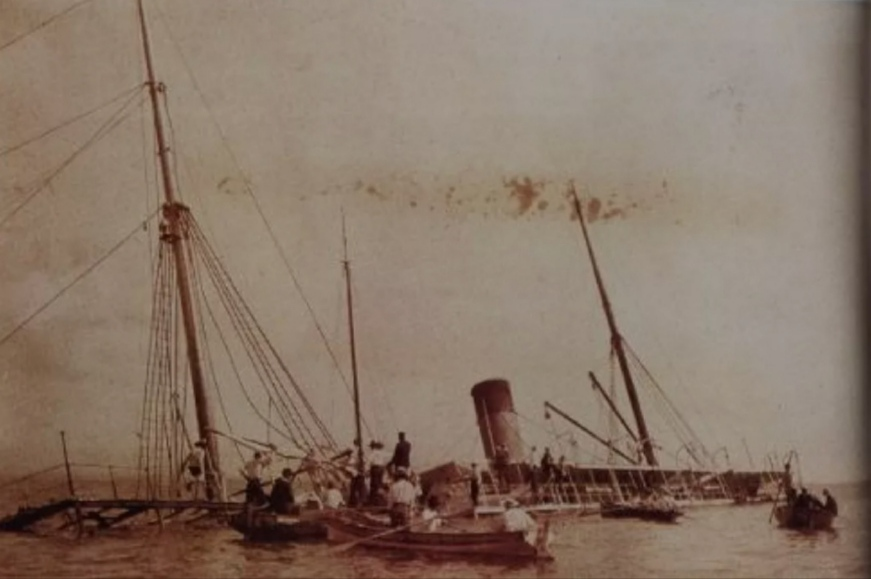
Naufrage du navire Lautaro au Panamá, commandé par le conservateur Carlos Albán, qui meurt durant cet épisode (20 janvier 1902).

Le voyage du bateau est consacré à attaquer les navires ennemis, voler des fournitures, des armes et des munitions. Il arrive à destination le 24 décembre avec sa flottille, ce qui représente environ 1 500 hommes, bien formés et équipés. Le gouverneur Albán réquisitionne le Lautaro, un navire commercial chilien de fort tonnage, idéal pour transporter un grand nombre de troupes, et l'arme de canons, conservant l'équipage chilien pour manœuvrer le navire. Le 19 janvier 1902, le Lautaro est envoyé avec un bataillon à son bord pour trouver et écraser les rebelles, mais il ne reçoit pas l'autorisation de naviguer avant le lendemain.
Durant la nuit, les munitions qui sont à bord explosent. Ce qui s'est passé est inconnu, mais les soupçons portent sur un sabotage. Le bateau reste immobilisé et dans la nuit du 20 l’Almirante Padilla survient de façon inattendue et ouvre immédiatement le feu. Pendant le combat, le général Albán est tué et le Lautaro est rendu inutilisable. Cependant, Herrera doit encore affronter les hommes du général Francisco de Paula Castro qui est resté responsable des troupes gouvernementales dans la province. Le général libéral décide d'attaquer les conservateurs en garnison à Aguadulce. Il envoie des éclaireurs pour observer son ennemi depuis les bois à proximité et pour déterminer les positions à occuper. À cette époque, les troupes gouvernementales et le général Castro sont moralement dévastés après le coup reçu.
Le 23 février l'attaque est lancée contre environ 200 soldats conservateurs encerclés et, après des heures de résistance désespérée, ils sont forcés de se rendre. Castro s'est retiré au tout début de la lutte avec la plupart des soldats qu'il pouvait sauver d'une défaite majeure, mais la raison pour laquelle il choisit de ne pas retourner à Panama et de se réfugier dans les îles montagneuses inhospitalières appelées Bocas del Toro est inconnue. Herrera envoie 500 hommes dans les îles depuis David pour commencer les opérations contre ses ennemis. Dans la ville de Panama, le général Víctor Salazar prend ses fonctions de nouveau gouverneur. C'est un homme très capable et brillant, mais avec des ressources trop limitées pour qu'il soit possible d'obtenir de bons résultats.
Les rebelles attaquent les Bocas del Toro, qu'ils capturent début avril, mais seulement pour remarquer qu'une flotte militaire envoyé de Barranquilla les isole et les force à se rendre. Pendant ce temps, le général Salazar se montre très imprudent dans ses relations avec l'ambassadeur américain qui intervient pour permettre aux rebelles d'être évacués des îles et réintégrés aux troupes d'Herrera. De cette manière, une apparente victoire conservatrice devient un succès pour la propagande libérale.
Les libéraux peuvent recevoir un approvisionnement continu en provenance du Nicaragua par la côte Pacifique, l’Almirante Padilla bloquant la ville de Panama, tandis que la côte des Caraïbes reste dans les mains conservatrices (à l'époque il n'y a pas de canal de Panama). Salazar décide de lancer une offensive terrestre et les libéraux retournent à Aguadulce, donnant l'impression d'être trop faible pour résister. Salazar demande des renforts pour mettre fin à la révolte, mais, au même moment, se déroule l'expédition d'Uribe Uribe dans les Llanos et toute assistance est refusée.
Tandis que l’Almirante Padilla voyage au Nicaragua pour se réarmer et réaliser des réparations, Salazar décide de tenter sa chance et attaque les rebelles à Aguadulce. Il envoie deux colonnes, l'une commandée par le général Luis Morales Berti à Anton et une autre dirigée par le général Castro vers le río Santa María avec l'intention d'encercler et d'anéantir les rebelles.
Mais il fait l'erreur de choisir les deux commandants, célèbres pour leurs échecs, leurs erreurs et leurs fuites précédentes. Le 10 juin Morales Berti arrive à Anton et peu de temps après Castro arrive dans cette ville après avoir changé son cap. Morales Berti choisit d'avancer vers Aguadulce et Castro vers Bocas del Toro. Les libéraux se retirent d'Aguadulce et rejoignent Santiago de Veraguas, espérant que l'ennemi ne les suive pas sur un parcours si difficile, mais constatant qu'ils le font, Herrera n'a d'autre choix que d'attaquer la colonne conservatrice.
À ce moment (mi-juillet) ils se retirent à Aguadulce : les commandants conservateurs sachant que les insurgés sont bien équipés, entraînés et bénéficient d'une large supériorité numérique décide que la retraite est leur seule option. La retraite commence le 22 juillet, mais Salazar choisit d'envoyer des renforts dans l'espoir d'en finir avec les rebelles, ce qui en ces circonstances est totalement illusoire. Un navire de commerce est choisi pour cette mission, le Boyacá, mais sa rencontre avec l’Almirante Padilla le 30 du même mois au large d'Aguadulce le force de se rendre et les troupes qu'il transporte sont faites prisonnières. La victoire des rebelles démoralise profondément les soldats conservateurs qui ont à choisir entre le retour à Panama à travers la jungle épaisse ou rester et se battre. Les deux généraux conservateurs choisissent de se réunir à Aguadulce, où ils se retranchent. Herrera commence un long siège soutenu par de l'artillerie et les défenseurs commencent à souffrir de la faim, jusqu'à leur reddition le 27 août.
Mais les rebelles perdent trop de temps avec le siège d'Aguadulce et les renforts si attendus atteignent Panama par voie terrestre. La guerre se termine alors par un nouveau cessez-le-feu, avec la zone entre Aguadulce et Panama comme no man's land séparant les deux armées.

#### Fin de la guerre

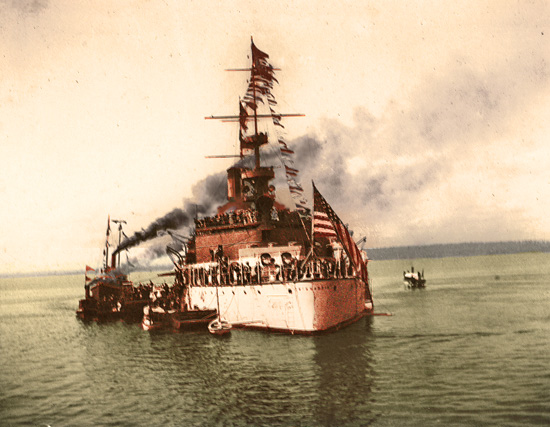
L', navire nord-américain où ont eu lieu les négociations de paix.

Les événements au Panama rendent impératif le blocage de la route du Magdalena pour empêcher le passage des renforts de l'administration centrale dans la région. Uribe Uribe tente une expédition dans le Magdalena, mais les libéraux en exil refusent de le soutenir, craignant qu'il devienne un dictateur s'il arrive au pouvoir. Ils envoient des instructions aux commandants locaux leur enjoignant de ne pas le reconnaître en tant que commandant de la côte caraïbe, mais leurs instructions sont ignorées et Uribe Uribe débarque près de Riohacha le 14 août de la même année.
Malgré le soutien populaire local, les libéraux sont défaits, le blocus du Magdalena ne peut que retarder l'issue inévitable, le Panama et la côte des Caraïbes étant trop dépendants du commerce avec les régions de l'intérieur ou les autres pays. Tous favorisent le gouvernement conservateur qui, avec une grande armée et le contrôle de la plupart du territoire et de la population, a seulement besoin d'envoyer un grand nombre de troupes bien équipées pour vaincre finalement les rebelles. Uribe Uribe commence à le comprendre après sa défaite dans les Llanos et informe les commandants locaux à Riohacha qu'ils ont perdu la guerre et que toute résistance ne servirait qu'à apporter la ruine et la mort dans la région. Le département de Magdalena, autrefois prospère, est en ruines, appauvri et soumis à des dépenses de besoins courants.
Uribe Uribe commence à négocier la paix, mais sachant que sa réputation de chef de file des libéraux est en jeu comme il a juré de bloquer le cours du Magdalena, il décide de lancer une offensive finale. Au lieu d'attaquer Barranquilla, objectif impossible pour les forces dont il dispose, il opte pour Tenerife. Le commandant libéral envoie une partie de ses forces au nord entre le marais et Santa Marta pour distraire l'ennemi et prépare mille hommes pour capturer Tenerife. Il obtient également des renforts des guérillas du département voisin de Boyacá et le 18 septembre attaque par surprise son objectif avec le soutien de certains navires et de deux canons. Il défait la petite garnison locale et peut ainsi bloquer le cours du río Magdalena. Cependant, Uribe Uribe apprend que le gouvernement a envoyé des troupes pour reprendre la ville et décide de l'évacuer le 2 octobre mais le blocage du fleuve durant deux semaines a permis aux rebelles de Panama de disposer de deux mois avant l'arrivée des renforts en raison de la longueur du voyage et de la lenteur de la bureaucratie, un délai que les libéraux savent ne pas être vain.
Uribe Uribe attaque la ville de Ciénaga le 13 octobre pour avoir à portée de main la ville de Santa Marta. La petite garnison locale se réfugie dans son quartier général qui finit par sauter, certains réussissant à fuir le Nely Gazan, petit navire rebelle armé de canons et qui a presque tué leur leader. Cela ne change pas le cours de la bataille ou de la campagne, les rebelles caribéens acceptant de signer le traité de Neerlandia le 24 du même mois. Le traité signifie la fin des opérations militaires sur l'actuel territoire colombien et de tout espoir pour le général Benjamín Herrera, qui sait que, quand les bataillons de renfort conservateurs arriveront, il sera vaincu.
L'accord prévoit qu'Uribe Uribe intercède pour mettre fin à la guerre dans cette région. Celui-ci envoie une lettre à Herrera demandant de négocier un accord, mais cela a déjà été secrètement négocié quelques mois auparavant.

## Les traités deNeerlandiaet duWisconsin

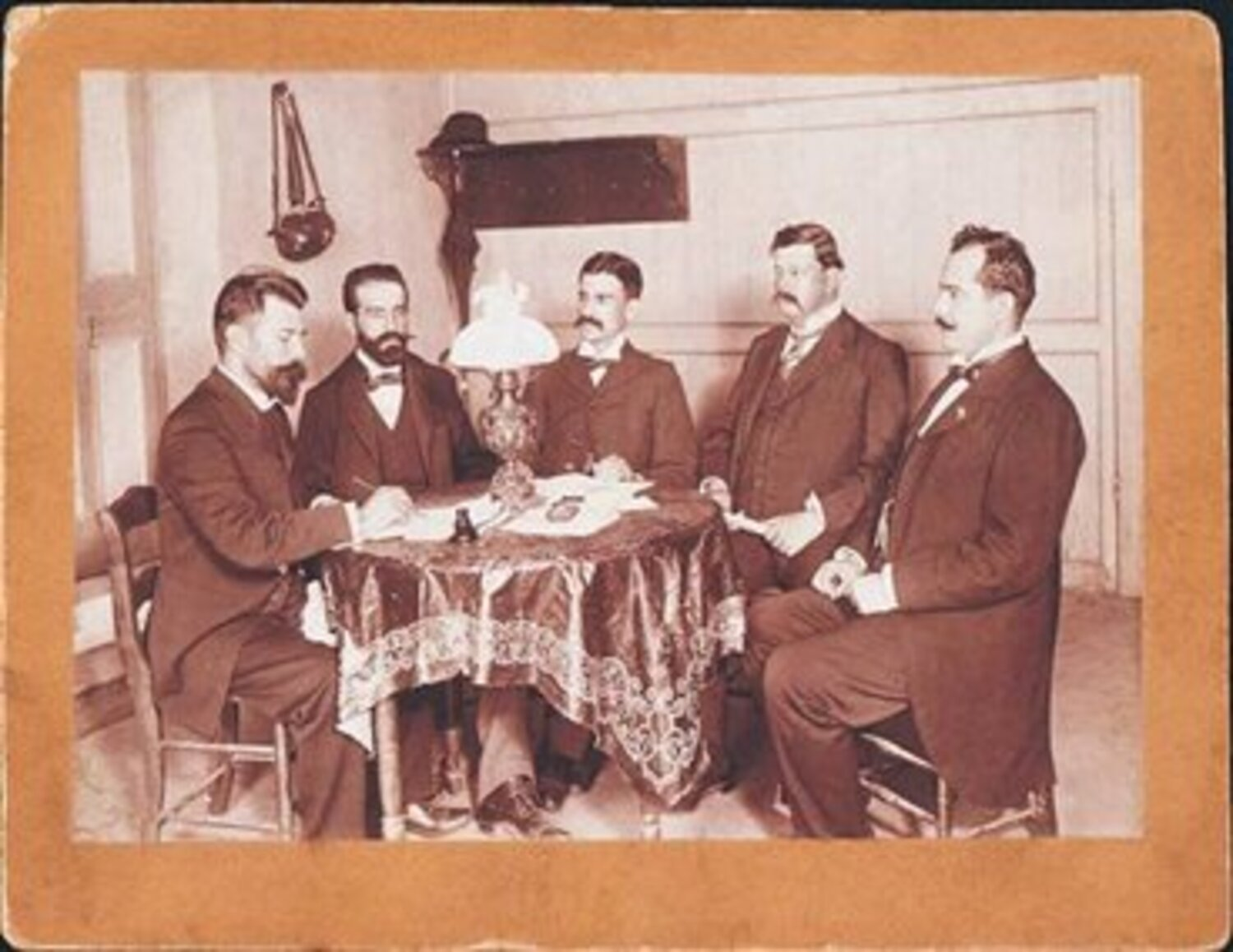
Signature du traité de Wisconsin, qui met officiellement fin à la guerre des Mille Jours.

Les traités de paix sont signés dans l'hacienda Neerlandia (dans la zone bananière du Magdalena, près de Ciénaga), le 24 octobre 1902, bien que les combats continuent effectivement au Panama. Avec la mort du général Carlos Albán, qui voyageait sur le Lautaro (de propriété chilienne, réquisitionné par les conservateurs), coulé devant la ville de Panamá après un combat contre le navire libéral Almirante Padilla le 20 janvier 1902, l'isthme de Panama se trouve sans représentant, aussi est nommé Arístides Arjona.
Plus tard vient la menace constante de l'US Navy envoyée par le gouvernement de Theodore Roosevelt pour protéger les intérêts futurs de la construction du canal de Panama. Les libéraux de Benjamín Herrera déposent les armes sans combattre cette menace extérieure.
Le traité de paix définitif est signé le 21 novembre 1902 à bord du cuirassé américain USS Wisconsin, amarré dans la baie de Panama. Le traité est signé par le général Lucas Caballero Barrera (es), en qualité de chef d'état-major de l'armée combinée du Cauca et du Panama, ainsi que le colonel Eusebio Antonio Morales (es), secrétaire des Finances de la direction de guerre du Cauca et du Panama, représentant le général Benjamín Herrera et le Parti libéral, et par le général Víctor Manuel Salazar, gouverneur du département de Panama, et le général Alfredo Vázquez Cobo (es), chef de l'armée conservatrice sur la côte Atlantique, le Pacifique et au Panama, au nom du gouvernement.

## Conséquences de la guerre
Après la guerre, la Colombie est complètement dévastée dans tous les aspects : la crise économique d'avant-guerre est aggravée par la séparation de Panama, le 3 novembre 1903. Compte tenu du rejet du traité Herrán-Hay par le Congrès colombien, les Panaméens ont repris leurs vieilles revendications d'indépendance et avec le soutien militaire et politique des États-Unis, ont déclaré l'indépendance du Panama le 3 novembre 1903.
Quelques jours plus tard, le gouvernement et le Congrès de Panama accordent aux États-Unis, à travers le traité Hay-Bunau-Varilla, le contrôle perpétuel de la zone du canal, qui est maintenu jusqu'à la signature en 1977 des traités Torrijos-Carter.
D'autre part, les États-Unis normalisent leurs relations avec la Colombie par le biais du traité Thomson-Urrutia (es), signé en avril 1914 sous le gouvernement de Carlos Eugenio Restrepo. Par ce traité, la Colombie reconnait l'indépendance du Panama et la frontière avec ce dernier. Pour leur part, les États-Unis acceptent de payer 25 millions de dollars à la Colombie à titre de compensation pour avoir influencé la séparation, une somme qui sera effectivement payée en 1921, après la Première Guerre mondiale.
La Colombie parviendra à protéger le fragile équilibre de la paix pendant 45 ans, jusqu'à ce que la période de La Violencia provoque des tensions hors de contrôle jusqu'en 1958 (jugulées par le pacte du Front national) et qui sont les prémisses de l'actuel conflit armé qui se déroule durant la deuxième moitié XXe siècle et le début de XXIe siècle jusqu'à nos jours.

### Bilan

#### Bilan humain
Pendant la guerre, quelque 75 000 hommes ont été mobilisés au total par les deux parties, faisant environ 100 000 victimes selon les uns ou 300 000 selon les autres.

#### Bilan économique
La guerre entraîne la ruine du Trésor public, l'effondrement des exportations et la famine dans certains départements.

## Ces Colombiennes qui ont combattu

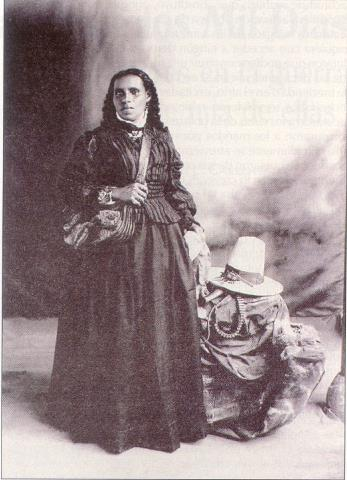
María Anselma Restrepo, guerrillera libérale de Santa Rosa de Osos.

On commence à découvrir l'existence des femmes colombiennes qui ont participé à la guerre des Mille Jours en tant que combattantes des groupes de guérilla libéraux.
La plupart de ces femmes appartenait aux couches de population modestes, et, bien que nombre d'entre elles aient incorporé les troupes pour des motifs affectifs, il ne faut pas perdre de vue que d'autres décidèrent aussi de le faire librement et pour des raisons politiques. Elles ont porté des armes et sont montées à cheval ; certaines ont même accédé au grade de capitaine.
Mais, lorsque le gouvernement colombien a décidé de donner une pension aux combattants de la guerre des Mille Jours, les femmes qui avaient combattu au même plan que les hommes n'ont pas eu le droit d'en bénéficier, sous prétexte qu'elles n'avaient pas le statut de citoyennes.
En effet, le droit de vote des femmes en Colombie ne sera instauré qu'en 1954, et elles ne voteront pour la première fois que le 1er décembre 1957.